# Масарага
Масарага — голоценовый базальтовый стратовулкан расположенный на острове Лусон (Филиппины). К юго-востоку располагается вулкан Майон. Высота горы составляет 1328 метров. Склоны поросли влажными тропическими лесами. Вулкан сильно разрушен.